# Нижний Курлугаш
Нижний Курлугаш (хак. Индіркi Хорлағас) —  деревня в Таштыпском районе Хакасии России.

## География
Расположена в 4 км от райцентра — села Таштып. Деревня, как и Верхний Курлугаш, расположена на реке Курлугаш. Расстояние до ближайшей ж.-д. станции — 33 км.

## История
Деревня основана в XIX веке.
Население — 322 чел. (на 01.01.2004), в т.ч. русские — 88%, хакасы — 12%.

## Население
| 2002 | 2010 |
| ---- | ---- |
| 315  | ↘310 |

## Экономика
Основное предприятие — ООО «Рудничное» (производство мяса, молока, зерна).

## Образование
Имеется начальная школа (основана в 1928).

## Достопримечательность
- Памятник, посвященный воинам Великой Отечественной войны (2024).
- Памятник в виде части подводной лодки в честь погибшего на борту «Курска» моряка-подводника Вячеслава Виссарионовича Майнагашева (2024).

## Известные лица
Уроженец деревни, главный старшина контрактной службы, Вячеслав Майнагашев (1976 г.р.) погиб в подводной лодке К-141 «Курск».